# 徳島堰
徳島堰（とくしませぎ）は、山梨県韮崎市と南アルプス市を結ぶ農業用水路。
延長は17km。国の登録記念物に登録されている。

## 歴史
江戸深川の商人・徳島兵左衛門俊正は、身延山に参詣した際に釜無川右岸（現在の堰の流路一帯）を通り、水が乏しいために広い土地が荒地となっている事を知った。このため堰の開削を計画し、寛文4年（1664年）に甲府藩主・徳川綱重の許可を得ると翌年に現・韮崎市円野（まるの）町、上円井（かみつぶらい）で着工した。この際に徳島俊正は藩から芝地の開墾を請負い、初年度のみ水代を徴収し、2年目以降は年貢の1割を下付されるという契約を交わした。
釜無川と小武川の合流点の下流に石を積み、粗朶に筵を張ることで水を堰止め、ここを取水口とした。流路は等高線に沿うようにし、堰の大きさは上3間（約5.4m）・敷1間半（約2.7m）で、天井川の部分は埋樋で暗渠としている。傾斜地を通るため、右岸を削った土砂を左岸に盛土して石積みなどで護岸が行なわれた。また、途中にある円井型石英閃緑岩の岩盤層が障害となった。御勅使川と交差する暗渠は最も難工事となり、一辺が1.8mほどの板320枚を牛枠で支えた板枠を用いて施工した。
寛文7年（1667年）の春には現・南アルプス市の曲輪田（くるわだ）新田まで約17kmの通水に成功したが、同年の夏と秋に台風の被害を受け、堰が2回にわたって大破している。
徳島俊正はこの修復のために多くの資材を準備したが、それまでの工事費4,165両を補償する条件で堰を甲府藩に御入用堰として譲渡し、江戸に帰った。開通に伴って永代年貢1割を与える事を藩がきらい、退去させたと考えられている。この後、同年に甲府城代・戸田周防守が有野村（現・南アルプス市）の里長・矢崎又右衛門に復旧を命じた。矢崎又右衛門秀長は大破した新堰を取水口での遮断堤防の建設、重要区画の改修、両岸の石垣化等を行い全線をほぼ戦前の姿にまで仕上げたとされる。寛文10年（1670年）に堰は完成して翌年に工事費と水代、年貢などを精算し、堰は藩の管理下におかれた。
ただし戸田周防守忠尊は約束の工事費用を矢崎秀長に全く支払わず、借金を含む私財を投入した矢崎秀長は非常な苦境に陥った。当初は武川西郡新田堰と呼ばれたが、戸田周防守は徳島俊正の功を賞し、徳島堰と名付けた。
1965年（昭和40年）に釜無川右岸土地改良事業が行なわれた際、旧取入口の下流に近代的な頭首工を設けて、東京電力釜無川第三発電所の放水および釜無川の水を取入れるようになった。さらに、堰をコンクリートでかため、有野に畑地灌漑調整池を設けてこの水を取入れる工事が国営・県営・団体営によって進められ、1973年（昭和48年）に完成した。
これによって、川の導水管を通じて遠隔操作で末端のスプリンクラーに水が送られるシステムが構築され、灌水面積が1700ヘクタール以上に及ぶ果樹園地帯が開発された。
2022年（令和4年）11月10日、国の登録記念物に登録された。

## 堰によって開発された新田
堰の開通後、以下のような新田とそれに伴う集落が作られた。

### 白根町（現・南アルプス市）
- 飯野新田
- 曲輪田（くるわだ）新田
- 在家塚（ざいけづか）田圃

### 八田村（現・南アルプス市）
- 六科（むじな）新田
- 野牛島（やごしま）